# Borza
Borza (u mađarskom jeziku Borza-patak) je rijeka u Mađarskoj i sjevernoistočnoj Hrvatskoj (Baranji), desna pritoka Karašice. Izvire u blizini Babraca, ispod brda Lencse-hegy (220 m). Duga je 35,2 km, od toga 23,9 km u Mađarskoj i 11,2 km u Hrvatskoj.
U Mađarskoj, Borza prolazi kroz naselja Babrac (Babarc), Sajka (Szajk), Veliki Narad (Nagynyárád), Šatorišće (Sátorhely), Majša (Majs) i Dvor (Udvar). U Hrvatskoj rijeka protječe samo kroz Branjinu.